# Изокренута учионица
Изокренута учионица (енгл. Flipped classroom) је педагошки концепт који предвиђа измену у организовању наставног процеса, а у циљу побољшања квалитета наставе уз примену савремене технологије. Настао је као потреба Џонатана Бергмана (Jonathan Bergmann) и Арона Самса (Aaron Sams) да побољшају свој наставнички рад. Настајао је постепено, током времена, из потребе да се нешто у њиховом начину рада промени набоље. Тај концепт, као што му и име каже, претпоставља „изокретање” наопачке неких елемената традиционалне наставе, као што су предавања (фронтални облик рада), домаћи задаци и слично. Основни концепт има два нивоа, који се разликују по степену индивидуализације ученика у раду.

## Основни концепт изокренуте учионице
Овај концепт подразумева да се оно што је традиционално рађено на часу, сада се ради за домаћи задатак, и оно што је традиционално рађено за домаћи задатак сада се ради на часу. То значи да ученици, код куће, треба да науче оно што ће се радити на часу, тако да се већи део часа посвети вежбању, раду на новим примерима и слично. Оно што би се радило као домаћи задатак, а то су задаци који захтевају интеракцију, раде се на часу. Разлог због ког су Бергман и Самс овако поставили модел јесте што су приметили да ученици долазе на час неспремни, а приликом оцењивања, многи ученици имају проблем са разумевањем.
Кључан моменат, представља појаву видео снимка у настави, јер је веома важно да када ученици уче нешто што је потпуно ново, што се налази у њиховој зони наредног развоја, да им у томе не помогне наставник. Према теорији Лава Виготског, неопходна је сарадња са одраслим који ће помоћи ученику да се сам развије у тој зони. Овај концепт не предвиђа да ученици читају стране и стране неразумљивог материјала, већ да код куће погледају видео материјал који је наставник спремио или одабрао, на основу ког ће моћи, као што би иначе на часу, да науче нешто ново. Самом појавом оваквих видео снимака омогућава се индивидуализација у виду брзине учења. Наиме, сваки ученик може да заустави или премота снимак, како би видео нешто што му није јасно још једном или забележио. Та могућност на прави начин индивидуализује процес учења. Током већег дела деценије, наставницима је речено да сваком ученику омогуће образовање које је њему прилагођено, и многи наставници верују да је прилагођавање позитиван циљ за сваког ученика. „Међутим, логистика прилагођавања 150 различитих образовања сваког дана изгледа непремостиво већини наставника.” На овај начин, снимајући само један видео, наставник може да омогући сваком ученике да учи у складу са својим темпом рада.

### Промењена улога наставника
У овако организованој настави се мења и улога наставника. „Јасно је да је настава окренута ученицима, а не наставнику. Ученици су одговорни за гледање видеа и постављање адекватних питања. Наставник је једноставно ту да даје повратну информацију. [---] Улога наставника у учионици је да помаже ученицима, а не да даје информације”. Оваква организација, наводе Бергман и Самс, омогућава наставнику да много више времена посвети ученицима који спорије уче, јер наставник може њима да посвети више пажње. Не тако што ће да занемари ове друге, већ зато што има времена да приђе сваком колико му је потребно. На тај начин, добијамо измењену улоку наставника у школи, он постаје неко ко (има времена да) се бави сваким учеником посбно и може да буде руководилац, организатор, ментор. Наставник води ученике у разговору, даје повратну инфомрацију и савете.

### Индивидуализација у настави
Управо из овога произилази најбитнија предност овог концепта, а то је постизање индивидуализације у настави. Она се постиже и на пољу стицања знања и на пољу развоја способности. На пољу стицања знања (током гледања видеа код куће) поситже се тако што сваки ученик може да усклади темпо рада према својим могућностима, паузирањем, премотавањем снимка или бележењем. Индивидуализација се изражава и у самом раду, тако што неће сваком ученику бити потребна једнака помоћ наставника. Свако има могућност да самостално, у складу са својим могућностима и својом брзином рада, изради задатке са мало или више помоћи наставника, подстичући своју зону наредног развоја. Овај концепт, због свега наведеног, спада у индивидуализовану наставу. Улога наставника би требало буде и да организује ученике и њихове активности. Будући да су већ упознати са садржајима часа, може се лако организовати дискусија, чак и позитвна расправа, што подстиче развој способности самосталног решавања проблема.

## Mastery flipped classroomконцепт
Овај концепт, за разлику од основног, је надограђен и Mastery learning теоријом Бенџамина Блума и теоријом унивезалног дизајна образовања (Universal design of education), која је развијена на Универзитрту Харвард.

### Утицај Блумове теорије
Блумова теорија нам говори да је, ако бисмо свим ученицима омогућили да развију своје способности у складу са својим предиспозицијама и уз адекватну помоћ, могуће да чак 95% ученика усаврши на високом нивоу сваку способност. То значи да, у нормалним околностима, највећи утицај за развој способности ће бити ниво предиспозиција за ту способност, али ако им се омогући довољан квалитет упутстава, довољно време рада и ако се испоштују потребе сваког ученика, „однос предиспозиција и успехе би требало да достигне нулу.” Према томе, само они ученици који имају неку физичку баријеру не могу да усаврше неку способност, а сви остали, уз адекватан рад, то могу. Значи, могуће је да велика већина ученика усварши неку способност ако се настава прилагоди сваком ученику појединачно.
Тако нешто би подразумевало примену индивидуално планиране наставе, или неког сличног модела, што подразумева да се садржаји и начин рада припремају и планирају за сваког ученика посебно. Ово је веома тежак посао те је 1970-их и 1980-их био осуђен на неуспех. Уз помоћ рачунара ово није неизводљиво. Управо је модел изокренуте учионице један од начина да се наведени недостаци овог система превазиђу. Гледање снимака и рад на задацима у складу са индивидуалним способностима подразумева да не раде сви ученици исто, односно да неће сви ученици пре часа гледати исти снимак. Ученици који брже напредују из одређене области ће брже прелазити наставне садржаје, а они којима треба више времена, прелазиће спорије. На овај начин, не само да се диференцира време, односно темпо рада, већ се диференцирају и садржаји и тако добијамо потпуну индивидуализацију у настави. Ово је оствариво у концепту изокренуте учионице, зато што наставник има све материјале већ припремљене и ученик може да гледа снимак предавања на нивоу на ком се тренутно налази, док би раније наставник морао сваком ученику да физички држи посебан час, што је тешко изводљиво.

### Утицај теорије о универзалном дизајну образовања
Ова теорија је настала на Универзитету Харвард. Она нам говори да је сваки ученик једниствен, те да не постоји просечан ученик. То значи да у катерогији „одличних ученика”, нису сви ученици исти, напротив, постоји широка лепеза различитости. На основу начина функционисања веза у мозгу код сваке особе појединачно, зависи на који начин ће та особа да буде у стању да нешто научи. To подразумева да наставник, поред видео снимка, мора припреми и друге пратеће начине репрезентовања садржаја. 
Схватамо да неће сви ученици најбоље научити из наших виедо снимака. Како бисмо дали ученицима више средстава за репрезентацију, омогућили смо и друге опције ученицима да уче. Додатак видео снимцима, задацима и лабораторији, свака група задатака упућује на пимењљиве делове уџбеника. Многи ученици уче из снимака, неки из уџбеника, неки траже информације о нашим задацима на Интернету.
Један пример додатка снимцима, могу да буду и дигиталне игре. Оне могу да допринесу подизању нивоа мотивисаности ученика за рад Ученицима може да буде задатак да, код куће, одиграју неку образовну игру. Наравно, игра мора да испуњава неке стандарде како би уопште могла да се узме у обзир у настави. Мирослава Ристић истиче да је неопходно да игра мора да има адекватан кориснички интерфејс (да је разумељива и једноставна за играње), да је усклађена са садржајима, циљевима и задацима наставе и да испуњава педагошке принципе (као што су ученичке потребе, узраст ученика, али да не подстиче никакве стереотипе у смислу вере, нације или расе).

## Вредновање знања
Будући да је ово облик индивидуализоване наставе и оцењивање мора да буде индивидуализовано. То значи да ће сваки ученик бити вреднован другачије, иако се вреднују исти захетви.
[...] Рејчел [добар ученик, prim. aut.], будући инжењер је донела свом наставнику задатак који је завршила како би доказала да је савладала захтеве. [---] Ако постоји и најмања грешка у њеном задатку, вратили бисмо је назад да је пронађе и исправи. Са друге стране, ако Сели, која веома борила са хемијом, донесе исти задатак свом наставнику како би показала да је савладала захтев, применили бисмо другачији стандард. На почетку смо проверили основно разумевање да бисмо били сигурни у успех у будућим задацима. Ако су основни критеријум испуњени, вероватно бисмо пустили неколико малих грешака.
То значи да је важно да сваки ученик докаже да је сваладао захтев, чиме се проверава и разумевање. А пошто свако напредује својим темпом, морамо и да резултате вреднујемо управо у складу са тим. То је добро за све ученике, јер ће они који брже напредују више прећи, док они који су спорији разумеће барем основно. Тиме се постиже да свако разуме барем најосновније, а увек оно што је у складу са његовим могућностима. Данас, као што постоји могућност да припреми материјале за све врсте активности, постоји могућност и да се припреме различити тестови, које рачунар може да оцени, притом би ученик одмах добио и повратну информацију. Варијацију оваквог начина оцењивања предвиђа и српски систем, у ком имамо стандарде постигнућа ученика на три нивоа. Према српском законодавству, 80% ученика би требало да достигне основни ниво, док су остали нивои превиђени за успешније ученике

## Ограничења и критике
Поједини критичари истичу да модел изокренуте учионице има одређене недостатке и за ученике и за наставнике. Када је реч о ученицима, постоји такозвана "дигитална подела". Не потичу све породице из истог социо-економског миљеа, због чега приступ рачунарима и технологије потребне за гледање видео материјала ван образовних институција није доступан свим ученицима. Овај модел подучавања може представљати притисак на породицу у покушајима да се обезбеди приступ видео материјалима ван наставе.